# Europejski Instytut Innowacji i Technologii
Europejski Instytut Technologiczny (EIT) – unijna instytucja naukowo-badawcza z główną siedzibą w Budapeszcie stworzona na wzór MIT i jako przeciwwaga dla niej. 
Parlament Europejski na swoim posiedzeniu 26 września 2007 podjął decyzję o utworzeniu EIT, a 18 czerwca 2008 roku zadecydowano, iż siedzibą Rady Zarządzającej EIT będzie Budapeszt. 
O umiejscowienie siedziby Rady Zarządzającej ubiegały się także Wrocław, San Cugat del Vallés, Wiedeń z Bratysławą oraz Jena.
O umiejscowienie w Polsce tzw. węzła wiedzy dotyczącego technik informacyjnych i komunikacji zabiegały wspólnie władze uczelni Warszawy, Krakowa, Poznania, Gdańska i Wrocławia.

## EIT+
We Wrocławiu zostało utworzone centrum badawczo-rozwojowe - Wrocławskie Centrum Badań EIT+, które powołane zostało do życia w 2007 roku. Udziałowcami spółki są największe wrocławskie uczelnie oraz samorząd miasta Wrocławia. W 2017 radni Wrocławia podjęli decyzję o nieodpłatnym przekazaniu udziałów na rzecz Skarbu Państwa, a w 2018 spółka zmieniła nazwę na Polski Ośrodek Rozwoju Technologii (PORT).
EIT+ było gospodarzem Rare Earth Materials Advances in Synthesis, Studies and Applications 2011 oraz Międzynarodowej Konferencji International Workshop on Nitride Semiconductors 2014. 

## Węzeł Wiedzy i Innowacji w Krakowie
16 grudnia 2009 zarząd Europejskiego Instytutu Technologicznego (EIT) ogłosił wyniki konkursu w ramach KIC – (Knowledge and Innovation Community). Ta decyzja przyniosła polskiej nauce ogromny sukces zarówno w wymiarze finansowym jak i prestiżowym – w obszarze "Sustainable Energy" zwyciężył polski węzeł – CC PolandPlus - koordynowany przez Akademię Górniczo-Hutniczą im. Stanisława Staszica w Krakowie. W skład polskiej części konsorcjum, oprócz AGH, wchodzą: Uniwersytet Jagielloński, Politechnika Śląska, Uniwersytet Śląski w Katowicach, Politechnika Wrocławska, Główny Instytut Górnictwa, Instytut Chemicznej Przeróbki Węgla, Tauron, ZAK Kędzierzyn, LOTOS oraz PGNiG.
Zadaniem Węzła Energii EIT "InnoEnergy" jest tańsze i bardziej ekologiczne pozyskiwanie energii z istniejących już źródeł, a także pozyskiwanie nowych źródeł odnawialnych. Partnerami Polski są uczelnie i przedsiębiorstwa z Niemiec, Holandii, Francji, Hiszpanii i Szwecji, w których będą prowadzone badania nad energetyką jądrową oraz energią z biomasy, wiatru i wody. Polscy naukowcy będą mogli także współuczestniczyć we wszystkich badaniach prowadzonych przez partnerskie jednostki naukowe – Uniwersytet Jagielloński zamierza dołączyć do projektów związanych z wykorzystaniem biomasy.
Uczelnie uczestniczące w wieloletnich pracach konsorcjum zyskują możliwość transferu technologii do biznesu na ogromną skalę. Współpraca z partnerami z Europy pozwoli polskim uczelniom i firmom wymieniać się wiedzą i technologiami z potentatami z Europy. Budżet węzła szacowany na setki milionów euro rocznie będzie się opierać w 1/3 na wkładzie UE, w 1/3 wydatkom firm energetycznych (m.in. Total, EDF, Schneider Electric czy Vattenfall) oraz w 1/3 dotacjom z budżetu państw biorących udział w projekcie.